# Росинант
Росинант (roθiˈnante) — имя коня Дон Кихота, главного героя романа «Дон Кихот» Мигеля де Сервантеса. Как отмечают многие литературоведы, Росинант является не просто лошадью, но и своего рода двойником хозяина: он также неуклюж и по ходу романа совершает действия, превосходящие его возможности.

## Этимология
Имя «Росинант» (исп. Rocinante) представляет собой сложный каламбур, состоящий из двух частей. Первая часть — Rocín — по-испански означает «рабочая лошадь» или «низкопородная лошадь», в переносном смысле может также означать «неграмотный» или «грубый человек». Похожие слова имеются в других романских языках: французском (фр. roussin или roncin), каталанском (кат. rossí) , португальском (порт. rocim) и итальянском (итал. ronzino). Этимология этого слова неизвестна.
Вторая часть — ante — в испанском языке имеет несколько значений («до», «ранее», «перед») и может быть использовано как в качестве самостоятельного слова, так и в качестве суффикса. Суффикс ante в испанском языке является обстоятельственным; то есть Rocinante буквально означает «делающий что-то как Rocin». По оценкам литературоведов, имя «Росинант» означает изменение его статуса из «старой клячи» в начале романа в «выдающегося коня» в конце.
У Росинанта обнаруживаются литературные предшественники, герой «осмотрел свою клячу и, хотя она хромала на все четыре ноги и недостатков у неё было больше, чем у лошади Гонеллы, которая tantum pellis et ossa fuit, нашёл, что ни Буцефал Александра Македонского, ни Бабьека Сида не могли бы с нею тягаться».
Сервантес описывает выбор Дон Кихотом имени для своего коня следующим образом: 

Целых четыре дня ушло у него на то, чтобы приискать своему боевому коню звучное и красивое имя, ибо он полагал, что раз хозяин меняет свою скромную жизнь в деревенской глуши на бурное поприще странствующего рыцаря, то его лошадь должна переменить свою деревенскую кличку на новое, славное и громкое имя. Долго он мучился, изобретая различные прозвища, сравнивая их, обсуждая и взвешивая. Наконец он остановился на имени Росинант. Это имя казалось ему звучным и возвышенным. Сверх того, оно заключало в себе указание на то, чем была лошадь раньше, ибо Дон Кехана составил его из двух слов: rocin (кляча) и antes (раньше), так что оно означало: «бывшая кляча».— Мигель де Сервантес Сааведра. «Хитроумный идальго Дон Кихот Ламанчский», глава I